# Jan Karol Wende
Jan Karol Wende (ur. 25 lipca 1910 w Warszawie, zm. 31 marca 1986 tamże) – polski pisarz, publicysta i krytyk literacki, polityk Stronnictwa Demokratycznego. Poseł do Krajowej Rady Narodowej, na Sejm Ustawodawczy oraz na Sejm PRL I, II, III, IV i V kadencji, wicemarszałek Sejmu III, IV i V kadencji, ambasador RP w Jugosławii (1945–1950). Budowniczy Polski Ludowej.

## Życiorys
Syn Stanisława i Elżbiety. Ukończył studia humanistyczne i ekonomiczne na Uniwersytecie Warszawskim. W II Rzeczypospolitej należał do Organizacji Młodzieży Socjalistycznej „Życie”. W 1932 i 1935 był więziony za działalność komunistyczną. Był dziennikarzem, pisarzem i publicystą, członkiem redakcji „Głosu Powszedniego”, publikował w piśmie „Czarno na Białem” oraz w „Sygnałach”, a także w „Dwutygodniku Ilustrowanym”, „Ze świata”, „Wiadomościach Literackich” i „Epoce” Należał do Stronnictwa Młodzieży Akademickiej i Związku Literatów w Warszawie i Lwowie. Był również autorem książek i powieści. W latach 1937–1939 należał do działaczy Klubu Demokratycznego. Wraz z KD w 1939 współtworzył Stronnictwo Demokratyczne. W tym samym roku znalazł się w Łunincu, gdzie pozostawał do jesieni 1940, pracując w Wydziale Oświaty. Następnie we Lwowie, gdzie pracował jako nauczyciel oraz dziennikarz, następnie zaś do wybuchu wojny niemiecko-radzieckiej przebywał w Kijowie, pracując w redakcji polskojęzycznego „Głosu Radzieckiego” i w „Wydawnictwie Mniejszości Narodowych”. Współorganizował Armię Andersa, w kwietniu 1942 zdemobilizowany, ponownie w Wojsku Polskim od lipca 1943, gdzie był zastępcą Szefa Wydziału Politycznego 2 Dywizji Piechoty. W latach 1943–1944 działał w Związku Patriotów Polskich. W 1944 był sekretarzem generalnym Prezydium Polskiego Komitetu Wyzwolenia Narodowego. W latach 1944–1945 był również podsekretarzem stanu (wiceministrem) w Ministerstwie Kultury i Sztuki, a od 1945 do 1950 ambasadorem RP w Jugosławii.
W 1944 został delegowany przez Polską Partię Robotniczą do pracy w Stronnictwie Demokratycznym. Wiceprzewodniczący w latach 1944–1945 Zarządu Głównego partii, w latach 1945–1946 Rady Naczelnej, a w latach 1946–1961 Centralnego Komitetu. W latach 1961–1969 był sekretarzem generalnym CK SD, a w latach 1969–1971 członkiem Sekretariatu CK SD. Ponadto w Sejmie szefował klubowi poselskiemu SD.
W latach 1944–1972 był posłem do Krajowej Rady Narodowej, na Sejm Ustawodawczy oraz na Sejm PRL I, II, III, IV i V kadencji. W latach 1961–1971 pełnił funkcję wicemarszałka Sejmu III, IV i V kadencji. Ponadto od 1950 do 1956 przewodniczył Komitetowi Współpracy Kulturalnej z Zagranicą przy Radzie Ministrów. W 1957 został wiceprzewodniczącym Polskiej Grupy Unii Międzyparlamentarnej (od 1967 zasiadał w jej komitecie wykonawczym). W latach 1958–1971 był członkiem Prezydium i Sekretariatu Ogólnopolskiego Komitetu Frontu Jedności Narodu. Od 1958 był członkiem Zarządu Głównego Towarzystwa Przyjaźni Polsko-Chińskiej.
Był założycielem Wieczystej Fundacji Literackiej im. Zofii i Jana Karola Wendów, a także wieloletnim członkiem Klubu Pisarzy SD.
Żonaty z doktor nauk medycznych, kardiolog Zofią Wende z domu Eisele (1922–1982).
Zmarł 31 marca 1986. Został pochowany 3 kwietnia 1986 na cmentarzu ewangelicko-augsburskim w Warszawie w grobowcu rodzinnym (aleja 31, grób 22). W imieniu SD pożegnali go Marek Wieczorek, który wygłosił mowę, oraz przewodniczący partii Tadeusz Młyńczak. Na pogrzebie obecni byli również członek Biura Politycznego Komitetu Centralnego PZPR Włodzimierz Mokrzyszczak oraz przewodniczący Narodowej Rady Kultury profesor Bogdan Suchodolski.

## Niektóre książki
- Człowiecze drogi (1938)
- Pokolenie 1905 roku (1939)
- Parlament w Polsce (1969)
- Ta ziemia od innych droższa (1981)
- Literatura, historia, polityka (1982)

## Ordery i odznaczenia
- Order Budowniczych Polski Ludowej (1974)[12]
- Order Sztandaru Pracy I klasy (dwukrotnie; 1959[13] i 1964[14])
- Order Sztandaru Pracy II klasy
- Krzyż Komandorski Orderu Odrodzenia Polski
- Złoty Krzyż Zasługi (dwukrotnie: 13 lipca 1945[15], 19 lipca 1946[16])
- Medal „Za waszą wolność i naszą” (1966)[17]
- Medal Zwycięstwa i Wolności 1945
- Pamiątkowy Medal z okazji 40. rocznicy powstania Krajowej Rady Narodowej (grudzień 1983)[18]
- Order Zasługi dla Ludu ze Złotą Gwiazdą (Jugosławia, 1946)[19]
- Wielki Oficer Orderu Zasługi Republiki Włoskiej (Włochy, 1965)[20]